# Jinpachi Nezu
Jinpachi Nezu (根津 甚八?, Nezu Jinpachi; Tsuru, 1º dicembre 1947 – Tokyo, 29 dicembre 2016) è stato un attore e doppiatore giapponese.
È apparso in 56 programmi televisivi e film tra il 1974 e il 2010, tra cui due di Akira Kurosawa e due di Mamoru Oshii.

## Filmografia parziale

### Cinema
- Zatōichi: The Palanquin Wars Of Tempo Period (1978)
- Kagemusha - L'ombra del guerriero (1980)
- Eki Station (1981)
- Saraba Itoshiki Daichi (1982)
- Ran (1985), Jiro
- Tenshi no tamago (1985), il soldato (voce)
- Tasumania Monogatari (1990)
- Patlabor 2: The Movie (1993), Yukihito Tsuge (voce)
- Gonin (1995), Kaname Hizu
- Ruby Fruit (1995), Hisao Kagami
- Owls' Castle (1999)
- The Man In White (2003)
- Runin: Banished (2004)
- Gonin Saga (2015), Kaname Hizu

### Televisione
- Ōgon no Hibi (1978), Ishikawa Goemon
- Shishi no Jidai (1980), Itō Hirobumi
- Taiheiki (1991), Nitta Yoshisada